# Gli indemoniati
Gli indemoniati è il secondo romanzo di Witold Gombrowicz, pubblicato a puntate nel 1939, tra il 4 giugno e il 30 agosto, su due quotidiani polacchi (il Dobry Wieczór!-Kurier Czerwony; l'Express Poranny).
Disconosciuto dallo stesso Gombrowicz, che lo definiva un «romanzo per le cuoche» scritto solo per denaro (un onorario di «cinquemila zloty»), il libro si credette per lungo tempo rimasto privo di conclusione - fino al 1986, quando il settimanale Argumenty pubblicò le ultime tre puntate.
Il libro è il tentativo di Gombrowicz di scrivere un romanzo popolare, «per le masse», venendo incontro ai loro gusti. 

## Trama
Il libro, modellato sulla falsariga del romanzo gotico à la Walpole, è imperniato sulla storia d'amore tra due giovani, Marian e Maja, appartenenti a due ceti sociali differenti (istruttore di tennis lui, aristocratica lei) ma, o forse per questo, irresistibilmente attratti l'uno dall'altra...

## Edizioni italiane
- Gli indemoniati [ed. integrale] o Schiavi delle tenebre [ed. censurata] (Opętani, 1939)
  - trad. Pietro Marchesani, Bompiani, Milano 1983, 19912